# Lekcjonarz 7
Lekcjonarz 7 (według numeracji Gregory-Aland), oznaczany przy pomocy siglum ℓ 7 – rękopis Nowego Testamentu pisany minuskułą na pergaminie w języku greckim z XIII wieku. Służył do czytań liturgicznych.

## Opis rękopisu
Kodeks zawiera wybór lekcji z Ewangelii do czytań liturgicznych, na 199 pergaminowych kartach (30,9 cm na 23,2 cm). Stosuje noty muzyczne (neumy). Niektóre karty kodeksu zostały utracone.
Tekst rękopisu pisany jest dwoma kolumnami na stronę, 23 linijek w kolumnie.

## Historia
Według kolofonu rękopis został sporządzony w roku 1204. Rękopis badał Bernard de Montfaucon, Johann Jakob Wettstein, Scholz, Paulin Martin oraz Henri Omont.
Obecnie przechowywany jest we Francuskiej Bibliotece Narodowej (Gr. 301) w Paryżu.
Jest rzadko cytowany w naukowych wydaniach greckiego Novum Testamentum Nestle-Alanda (UBS3). NA27 nie cytuje go.